# Guerra russo-turca (1568-1570)
La guerra russo-turca (1568-1570) o campanya de Don-Volga-Astracan de 1569 (referida en fonts otomanes com a Expedició d'Astracan) va ser una guerra entre el Tsarat Rus i l'Imperi Otomà pel Kanat d'Astracan. Va ser la primera de les dotze guerres russo-turques que van acabar amb la Primera Guerra Mundial el 1914-18.

## Antecedents
El 1556, el Kanat d'Astracan va ser conquerit per Ivan el Terrible, que va fer construir una nova fortalesa en un costerut turó amb vistes al Volga.

## La guerra
El 1568, el gran visir Sokollu Mehmed Paixà, que era el poder real en l'administració de l'Imperi Otomà sota Selim II, va iniciar el primer conflicte entre l'Imperi Otomà i el seu futur rival nord-rival de Rússia. Els resultats van presagiar els desastres futurs. A Constantinoble es va detallar un pla per unir el Volga i el Don per un canal.
L'estiu de 1569 en resposta a la interferència de Moscovy en les peregrinacions comercials i religioses otomanes, l'Imperi Otomà va enviar a Kasim Paşa una gran força de 20.000 turcs i 50.000 tàtars per posar setge a Astrakhan. Mentrestant, una flota otomana va assetjar Azov. No obstant això, una sortida de la guarnició sota el comandament del príncep Serebrianyi-Obolenskiy, el governador militar d'Astracan, va fer retrocedir els assetjadors. Un exèrcit de socors rus de 30.000 homes va atacar i va dispersar els obrers i la força tàtara va enviar la seva protecció. De camí cap a casa, fins al 70% dels soldats i treballadors restants es van congelar a les estepes o es van convertir en víctimes d'atacs dels circassians. La flota otomana va ser destruïda per una tempesta.

## Conseqüències
L'Imperi Otomà, tot i que va ser derrotat militarment, va aconseguir un pas segur per als pelegrins i comerciants musulmans de l'Àsia central i la destrucció del fort rus al riu Terek.